# Mickey Newbury
Mickey Newbury, właśc. Milton Sims "Mickey" Newbury, Jr. (ur. 19 maja 1940 w Houston, zm. 29 września 2002 w Springfield) – amerykański piosenkarz, twórca piosenek.